# GET DOWN! (早見優のアルバム)
『GET DOWN!』（ゲット・ダウン）は、1987年8月5日に発売された早見優の11枚目のスタジオアルバム。発売元はトーラスレコード。規格品番は、LP: 28TR-2148、CT: 28TT-1148、CD: 34TX-1067。

## 概要
ユーロビート・ナンバーをカバーし、アレンジ、リミックスを施して制作されたアルバム。数多のデモ音源の中から早見自身が選曲を行っている。全8曲中、5曲をオリジナルの英語詞で歌唱している。
ジャケットの表記では " YŪ HAYAMI With THE JG's "名義のアルバムとなっている。
THE JG'sとは、かつて存在したシンセサイザー等を用いて主にダンス・ミュージックをリミックスして演奏する音楽ユニットで、TRFのリーダーDJ KOOらがメンバーとして活動していた。
LPの帯には "NON STOP VERSION" と表記されており、曲間が途切れることなく全曲が繋がっているかのような編集がなされている。
2012年4月に本作を含むオリジナル・アルバムを全て収めたCD-BOX『Thank YU〜30th Anniversary Special Box〜』が発売された際には、シングル「ハートは戻らない (Get out of my life)」や、本作収録曲の別バージョンなどのボーナス・トラックが9曲追加され、『GET DOWN!+9』としてDisc-11に収録された。

## 収録曲

### LP／CT

#### Side A
1. LOVE ATTACK
作詞: BryanWay, Randy Kumano, Satoko Akio / 作曲: BryanWay, Randy Kumano / 編曲: Kazuya Izumi
2. FORBIDDEN LOVE
作詞・作曲: Biddu, Winston Sela / 編曲: Kazuya Izumi
3. THE TRUTH HURTS
作詞・作曲: Steve Skaith, Steve Jeffries / 編曲: Shingo Kobayashi
4. GET OUT OF MY LIFE
作詞・作曲: Christian Bruhn, Erica Bruhn, Richard W.Palmer James / 編曲: Akira Nishihira

#### Side B
1. COVER UP
作詞: Steve Skaith, Steve Jeffries, Hiromi Mori / 作曲: Steve Skaith, Steve Jeffries / 編曲: Kazuya Izumi
2. STOP FOOLIN' AROUND
作詞・作曲: Paul Zaza / 編曲: Shingo Kobayashi
3. YOU KEEP ME HANGIN' ON
作詞・作曲: Eddie Holland, Lamont Dozier, Brian Holland / 編曲: Shingo Kobayashi
4. THE HEAT OF THE BEAT
作詞: Michael Dan, Ehmig, Alan Hodge, Hiromi Mori / 作曲: Michael Dan, Ehmig, Alan Hodge / 編曲: Kazuya Izumi

### CD
1. LOVE ATTACK
2. FORBIDDEN LOVE
3. THE TRUTH HURTS
4. GET OUT OF MY LIFE
5. COVER UP
6. STOP FOOLIN' AROUND
7. YOU KEEP ME HANGIN' ON
8. THE HEAT OF THE BEAT

### GET DOWN!+9
1. LOVE ATTACK
2. FORBIDDEN LOVE
3. THE TRUTH HURTS
4. GET OUT OF MY LIFE
5. COVER UP
6. STOP FOOLIN' AROUND
7. YOU KEEP ME HANGIN' ON
8. THE HEAT OF THE BEAT

#### ボーナス・トラック
1. ハートは戻らない (Get out of my life)
作詞・作曲: Christian Bruhn, Erica Bruhn, Richard W.Palmer James / 訳詞: 森浩美 / 編曲: 西平彰
  - 19枚目のシングルA面曲。
2. Sing for you
作詞: 有川正沙子 / 作曲: 佐藤健 / 編曲: 戸塚修
  - 「ハートは戻らない」のB面曲。
3. HEART WA MODORANAI (GET OUT OF MY LIFE)　RE-MIXED by THE JG's
作詞・作曲: Christian Bruhn, Erica Bruhn, Richard W.Palmer James / 訳詞: 森浩美 / 編曲: 西平彰
  - 12インチシングル「ハートは戻らない(DANCE RE-MIX)」収録曲。
4. SUKOSHIDAKE FRIDAY KISS　
作詞: 澤地隆 / 作曲: 山崎稔 / 編曲: 西平彰
  - 12インチシングル「ハートは戻らない(DANCE RE-MIX)」収録曲。
5. FORBIDDEN LOVE〈Non Re-Mix〉
  - ベストアルバム『YŪ's BEAT』収録曲。
6. GET OUT OF MY LIFE〈Non Re-Mix〉
  - ベストアルバム『YŪ's BEAT』収録曲。
7. COVER UP〈Non Re-Mix〉
  - ベストアルバム『YŪ's BEAT』収録曲。
8. YOU KEEP ME HANGIN' ON〈Non Re-Mix〉
  - ベストアルバム『YŪ's GOODS Ⅱ』収録曲。
9. 少しだけFriday Kiss〈Non Re-Mix〉
  - ベストアルバム『YŪ's BEAT』収録曲。

## 参考資料
- 早見優『Thank YU〜30th Anniversary Special Box〜』（ライナーノーツ）ユニバーサルミュージック、2012年4月18日。UPCY-9201。